# Cynthia Thompson
Pour les articles homonymes, voir Thompson.
Cynthia Annabelle Thompson, née le 29 novembre 1922 à Kingston et morte le 8 mars 2019 dans la même ville, est une athlète jamaïcaine concourant dans les épreuves de sprint.

## Carrière
Cynthia Thompson remporte aux Jeux d'Amérique centrale et des Caraïbes de 1946 à Barranquilla la médaille d'or du 100 mètres et la médaille d'argent du 50 mètres et du relais 4 × 100 mètres.
En 1948 à Londres, elle fait partie de la première délégation jamaïcaine à participer aux Jeux olympiques ; elle est la première sportive jamaïcaine à atteindre une finale olympique, terminant sixième de la finale du 100 mètres et quatrième de la demi-finale du 200 mètres.
Aux Jeux d'Amérique centrale et des Caraïbes de 1950 à Guatemala, elle obtient la médaille d'or du relais 4 × 100 mètres et la médaille d'argent du 50 mètres et du 100 mètres. Elle est médaillée d'argent du relais 4 × 100 mètres aux Jeux d'Amérique centrale et des Caraïbes de 1954 à Mexico.
Elle devient pédiatre jusqu'à sa retraite en 2000. Elle meurt le 8 mars 2019  à l'âge de 96 ans.